# 刘栋业
刘栋业（1897年—1967年），男，福建福州人，中国政治人物，曾任中法大学孔德学院教授兼教务长，福建省政协副主席。

## 家族
來自福州龍山劉氏家族，曾祖劉齊銜，祖劉忱，父劉崇潔。